# デケイヘビ
デケイヘビ（Storeria dekayi）は、有鱗目ナミヘビ科ブラウンヘビ属に分類されるヘビ。デカイヘビとも呼ばれる。

## 特徴

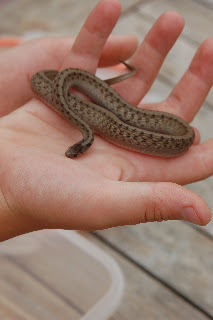
デケイヘビは手のひらに乗る程度に小さい。

ほとんどの場合で体長15 in (38 cm) を超えない、最大でも20.75 in (52.7 cm) の小型のヘビである。特徴は大きな目と荒いキールド・スケール（竜骨状の隆起のある鱗）である。鱗の色は背中側が全体的に茶色、腹の側がピンクがかった白色であるが、脊椎に当たる部分は直線状にやや灰色がかった色をしており、側面には黒い点が連続的に並んでいる。一般に雄と雌の区別はし難いが、雄の方が若干尾が長い傾向にある。若い個体は3.5 in (8.9 cm) と小型で、色は黒や濃い灰色をしている。時々、首の部分に灰色がかった白色の環があり、その特徴から "Ring-neck Snake" と呼称される Diadophis punctatus と混同される事があるが、キールド・スケールが異なる。ただし、これらの特徴はそれぞれの生息地における亜種の間でやや異なる。

## 生息域
いわゆる北米地域である、アメリカ合衆国、カナダ、メキシコ、ホンジュラス、グアテマラに分布している。アメリカ合衆国とカナダでは東に生息しており、西側では確認されていない。陸生のヘビであり、都市を含む大半の陸地と湿地帯で生息している。メキシコでは雲霧林や熱帯落葉林に生息している。その数は非常に莫大であり、個体群や亜種群の数は安定していて、絶滅は心配されていない。レッドリストでは2013年に最も下のランクである軽度懸念に分類されている。

## 生態
大抵は湿った環境を好むが、水生生物ではない。大抵は砂や岩、丸太の下におり、フロリダ州ではしばしばホテイアオイの下に生息している。都市部ではビルなどの構造物や地下に生息している。地面の下からあまり出てくる事はないが、大雨の時には外に出てくる。毒は持っていない。
主な捕食対象はミミズ、カタツムリ、ナメクジであり、時々カブトムシの幼虫や小さなサンショウウオを食べる。カタツムリは殻から軟らかい本体を引きずり出して食べている。主に地下や夜に捕食行動を行うので、あまり視覚には頼らず匂いや振動で周りを知覚している。逆に、デケイヘビを捕食対象としているのは大型のヘビ、カエル、トガリネズミ、イタチ、ネコ、アオカケス、アメリカガラス、タカであり、それら捕食者の重要な食糧源となっている。デケイヘビが捕食者に遭遇したときは、頭を持ち上げて自らを大きな動物であると威嚇したり、排泄腔から悪臭を放って撃退する行動をとる。
雌雄共に、誕生から2年程度で性成熟する。繁殖は1年に1度行われ、雄は複数の雌と交尾を行う。胎生であり、多くは一度に12から20の子供を産む。産まれる時期は7月から8月上旬にかけての夏の終わりから秋にかけてである。基本的に産まれた子供に対して親が世話をする事はないが、子供が親に連れ添って行動する事がある。寿命は7年程度である。

## 名称
学名 "Storeria dekayi" の属名 "Storeria" は David Humphreys Storer 、種小名 "dekayi" は James Ellsworth De Kay に対する献名となっている。北米では一般的な種であるため、その体表の色から一般的に "Brown Snake" と呼ばれている。ただし、Brown Snake と呼称されるヘビは他にも多数の種がいる。また、種小名に因み " Dekay's snake" とも呼ばれる。一部の一般向け書籍では「デカイヘビ」と呼称されているが、これは「デカイ」の語感が与えるイメージと実際の大きさのギャップを示した文脈で扱われている。